# Papua Nya Guinea i olympiska sommarspelen 1996
Papua Nya Guinea deltog i de olympiska sommarspelen 1996 med en trupp bestående av sju deltagare, men ingen av landets deltagare erövrade någon medalj.

## Boxning
Fjädervikt
- Lynch Ipera
  1. Omgång 1 — Förlorade mot Daniel Attah (Nigeria) på poäng (2-14)

Lättvikt
- Henry Kunsi
  1. Omgång 1 — Förlorade mot Agnaldo Nunez (Brasilien) efter domarens beslut (11-11)

Lätt weltervikt
- Steven Kevi
  1. Omgång 1 — Förlorade mot Davis Mwale (Zambia) på poäng (3-16)

## Friidrott
Herrarnas 4 x 400 meter stafett
- Samuel Bai, Ivan Wakit, Amos Ali och Subul Babo
  - Heat — 3:19.92 (→ gick inte vidare)

Herrarnas 400 meter häck
- Ivan Wakit
  - Heat — 53.42s (→ gick inte vidare)